# Бачигалупи, Паоло
Паоло Бачигалупи (англ. Paolo Bacigalupi) — американский писатель-фантаст, работающий по большей части в жанре постапокалиптики.

## Карьера
Бачигалупи родился в Паонии, штат Колорадо. Окончил Оберлинский колледж по направлению исследований Восточной Азии. Ранние рассказы Бачигалупи были изданы в сборнике «Помпа номер шесть» в 2008 году. Его дебютный роман «Заводная», опубликованный в сентябре 2009 года, получил премии «Хьюго», «Небьюла» и Мемориальную премию Джона В. Кэмпбелла в 2010 году. [ 2 ] «Заводная» также была названа Time одной из «10 лучших книг 2009 года». Роман «Разрушитель кораблей», опубликованный в 2010 году, был удостоен Michael L. Printz Award за «лучшую книгу для подростков» и был номинирован на Национальную книжную премию в области литературы для молодёжи.

### Романы
- Заводная (The Windup Girl) (2009)
- Zombie Baseball Beatdown (2013)
- Фабрика сомнений (The Doubt Factory) (2014)
- Водяной нож (The Water Knife) (2015)
- The Tangled lands (2018), в соавторстве с Тобиасом Бакеллом

#### Цикл «Разрушитель кораблей»
- Разрушитель кораблей (Ship Breaker) (2010)
- Утонувшие города (Drowned Cities) (2012)
- Орудие войны (Tool of War) (2017)

### Повести
- Алхимик (The Alchemist) (2011), в соавторстве с J. K. Drummond
- Дети Хаима (The Children of Khaim) (2018)

### Рассказы
- Полный карман дхармы (Pocketful of Dharma / A Pocket Full of Dharma) (1999)
- Девочка-флейта (The Fluted Girl) (2003)
- Народ песка и шлаков / Люди из песка и шлака (The People of Sand and Slag) (2004)
- Пашо (The Pasho) (2004)
- Специалист по калориям / Калорийщик (The Calorie Man) (2005)
- Охотник за тамариском (The Tamarisk Hunter) (2006)
- Хлоп-отряд / Поп-отряд (Pop Squad) (2006)
- Человек с жёлтой карточкой / Жёлтобилетник (Yellow Card Man) (2006)
- Маленькие жертвы (Small Offerings) (2007)
- Мягче (Softer) (2007)
- Помпа номер шесть (Pump Six) (2008)
- Игрок (The Gambler) (2008)
- Moriabe’s Children (2014)
- В кадре — Апокалипсис (Shooting the Apocalypse) (2014)
- Вечер жаркого дня (A Hot Day’s Night) (2015)
- Город Пепла (City of Ash) (2015)
- Модель Мика (Mika Model) (2016)
- A Passing Sickness (2017)
- Fixable (2019)
- Американская золотая жила (American Gold Mine) (2019)
- A Full Life (2019)
- Efficiency (2021)

## Премии и награды
- 2006, Премия Теодора Старджона в категории «Лучший НФ-рассказ» за «Специалист по калориям» (The Calorie Man)
- 2007, Asimov’s Readers' Awards в категории «Короткая повесть» за «Человек с жёлтой карточкой» (Yellow Card Man)
- 2009, Премия Локус в категории «Авторский сборник» за «Pump Six and Other Stories»
- 2009, Премия Локус в категории «Короткая повесть» за «Помпа номер шесть» (Pump Six)
- 2009, Премия «Небьюла» в категории «Роман» за «Заводная»
- 2010, John W. Campbell Memorial Award в категории Лучший НФ-роман за «Заводная» (2009)
- 2010, Премия Локус в категории «Дебютный роман» за «Заводная»
- 2010, Премия Хьюго в категории «Роман» за «Заводная»